# جائزة قطر الكبرى للدراجات النارية 2013
جائزة قطر الكبرى للدراجات النارية 2013 هو سباق دراجات نارية أقيم بتاريخ 7 أبريل 2013 في حلبة لوسيل الدولية. كان الجولة الأولى من أصل 18 في سباق الجائزة الكبرى للدراجات النارية موسم 2013. فاز الإسباني خورخي لورنزو بفئة الموتو جي بي بينما جاء الإيطالي فالنتينو روسي في المركز الثاني وحصل على المركز الثالث الإسباني مارك ماركيث.

## وصلات خارجية
- الموقع الرسمي